# Murtalbahn
A Murtalbahn egy 760 mm-es keskeny nyomtávolságú, 76,1 km hosszúságú vasútvonal Ausztriában a Mura völgyében Unzmarkt és Mauterndorf között.
A vasútvonal Ausztria második leghosszabb keskeny nyomtávú vasútja, amelyet a Stájerország Vasút (StB) üzemeltet Tamsweg állomásig, addig, amíg a névadó Mura folyó völgyét követi. A Tamswegig vezető vasút a Salzburgi Közlekedési Szövetségbe és a Stájerországi Közlekedési Szövetségbe integrálódik. A vasút fennmaradó részét a Taurachbahn cég bérli, miután a rendes működés megszűnt. Ez a Club 760 szervezete, és szezonális múzeumi vasúti üzemeltetést folytat rajta. A név a Taurach déli részéről származik, amely mentén a vasút a felső szakaszon halad.

## Turizmus
A nyári hónapokban az StB gőzmozdonyokkal továbbított vonatokat helyezett üzembe, amelyek kedden és csütörtökön közlekednek a legfestőibb szakaszon Murau és Tamsweg között. Különösen az Engtal Madling és Tamsweg-St. Leonhardt szakaszt tartják fotózásra érdemes szakasznak. A járatokat a Bh.1 vagy U.11 mozdonyok vontatják. Különleges gőzmozdonyok közlekednek az útvonalon, és mozdonyos kirándulások rendelhetők.
A Frojach-Katschtal állomáson egy keskeny nyomtávú múzeum található egy speciálisan a Club 760 által épített járműcsarnokban. A Murtalbahn Baráti Egyesületét, a 760-as klubot 1969-ben alapították a Murtalbahn 75. évfordulója alkalmából. A klub a nevét a Murtalbahn 760 mm-es nyomtávolságáról kapta.

## Képgaléria

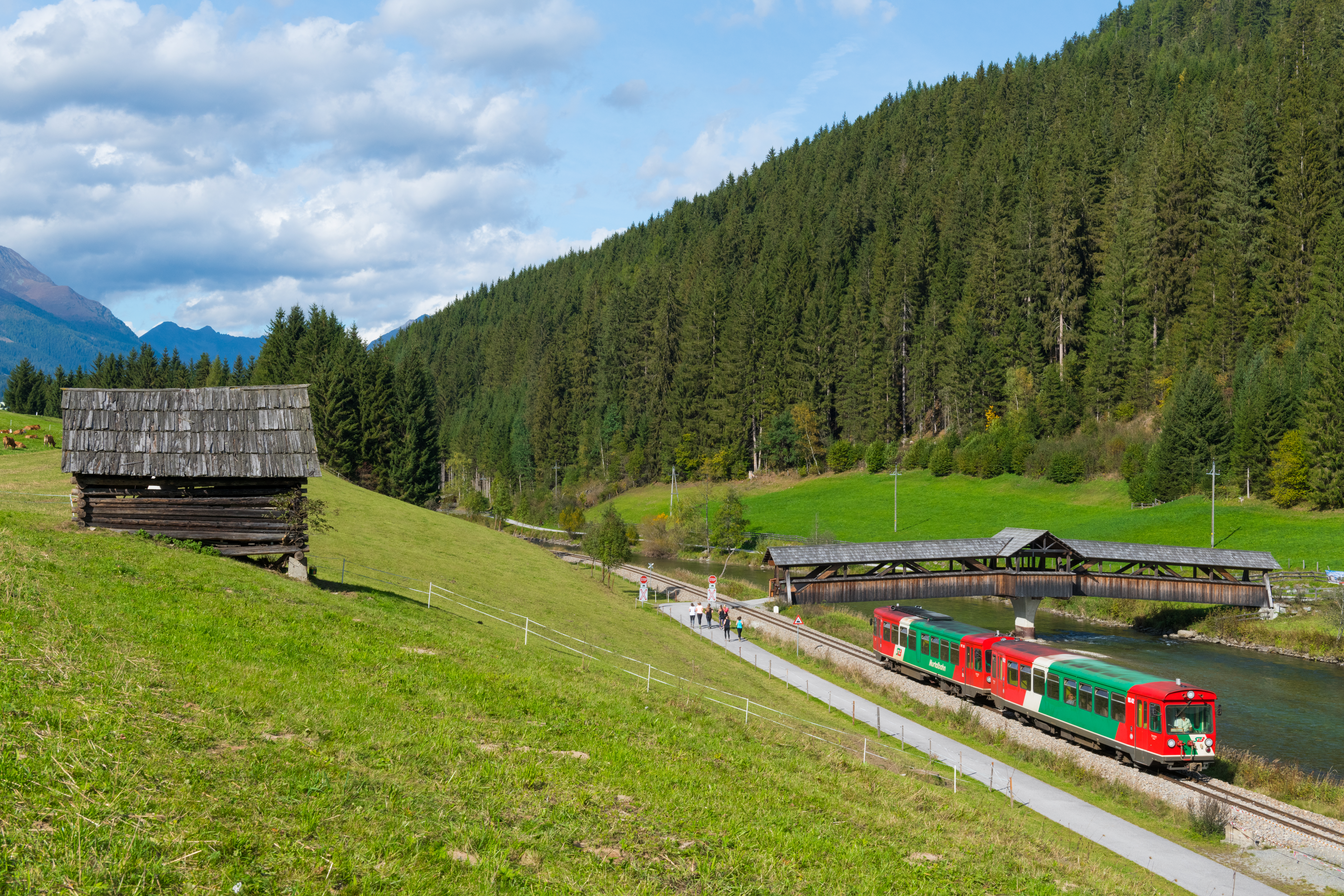
A vasútvonal Tamsweg és Madling között
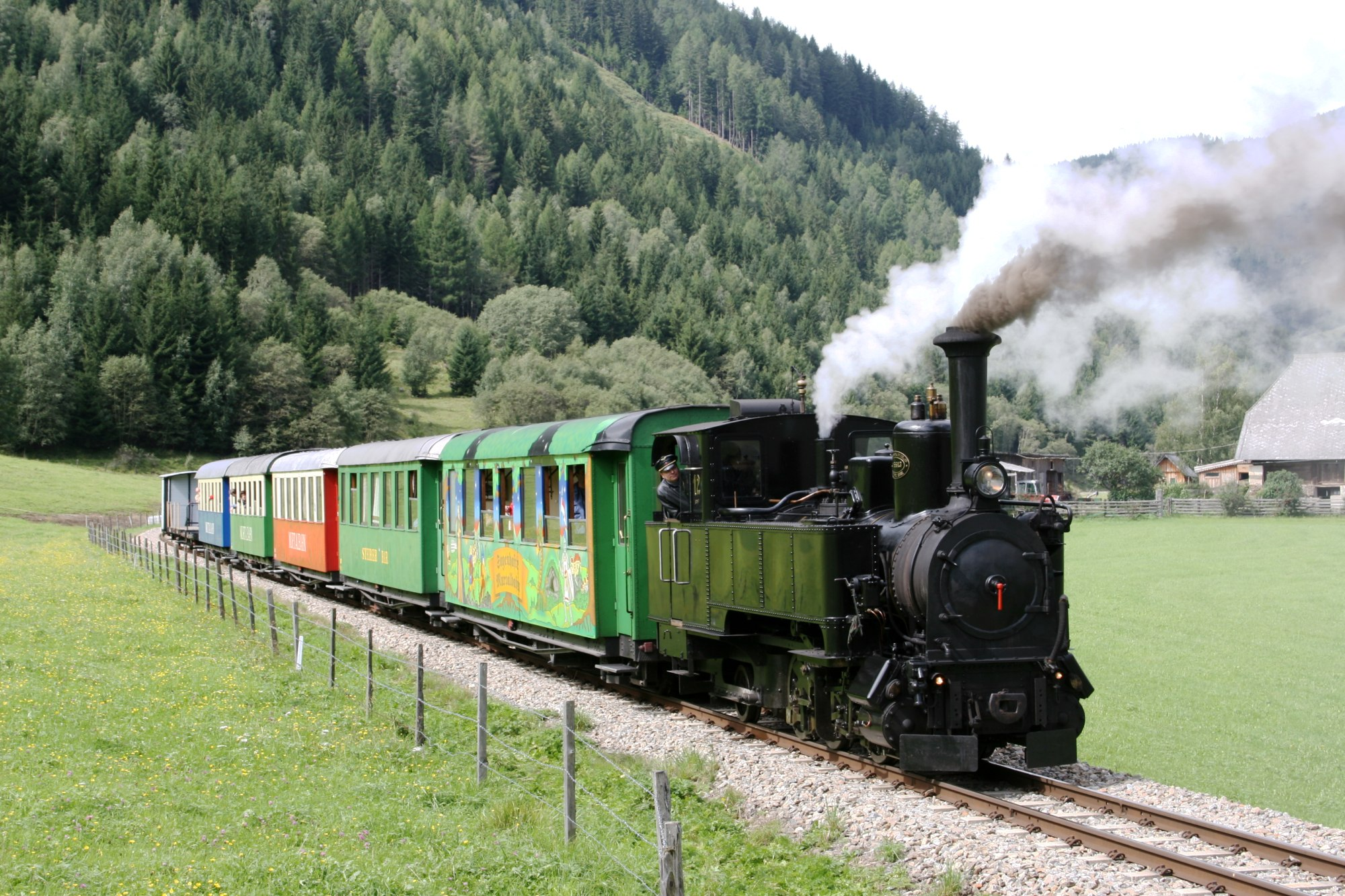
Gőzmozdonyos különvonat 2005-ben
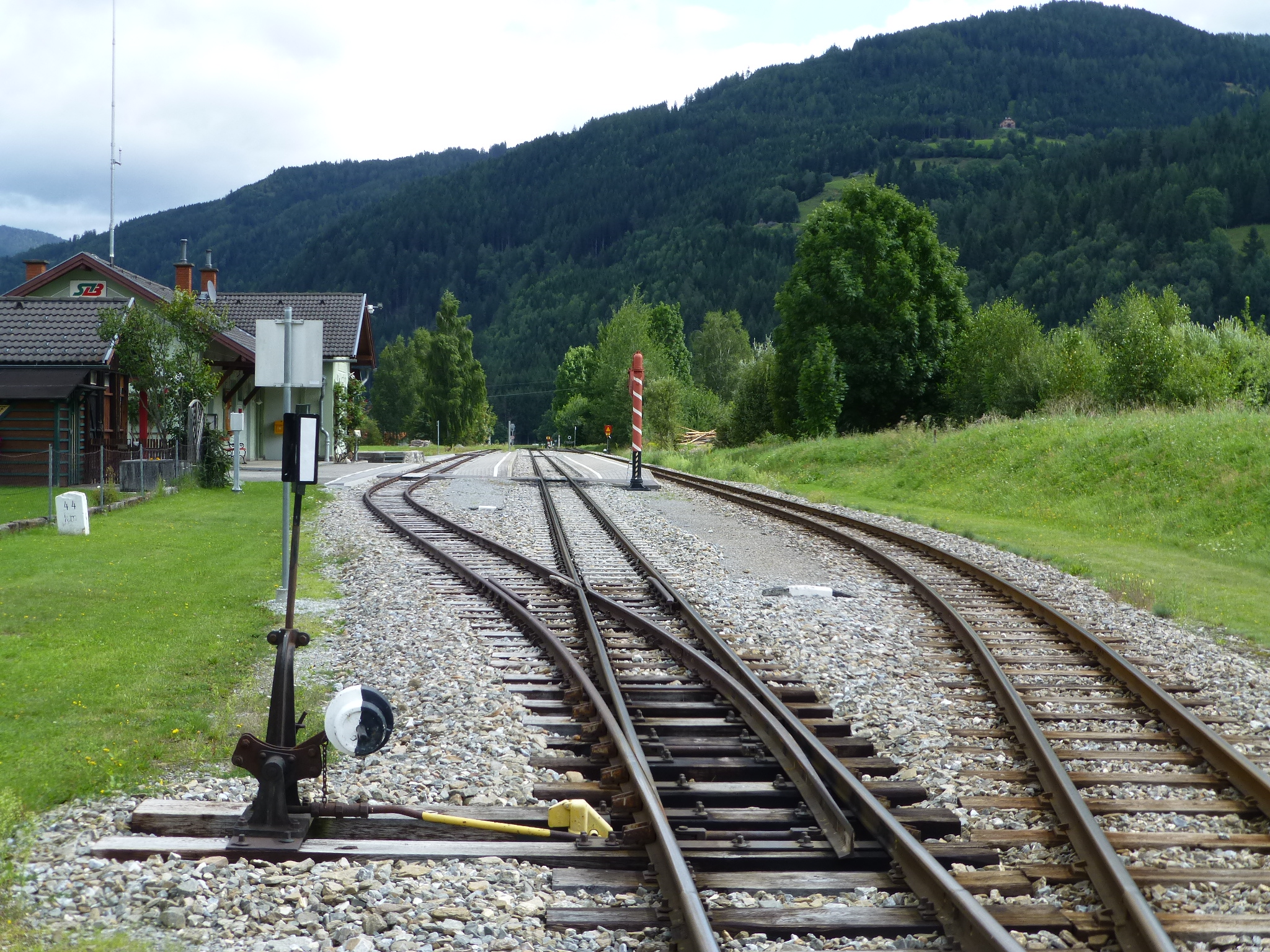
Stadl an der Mur állomás vágányai
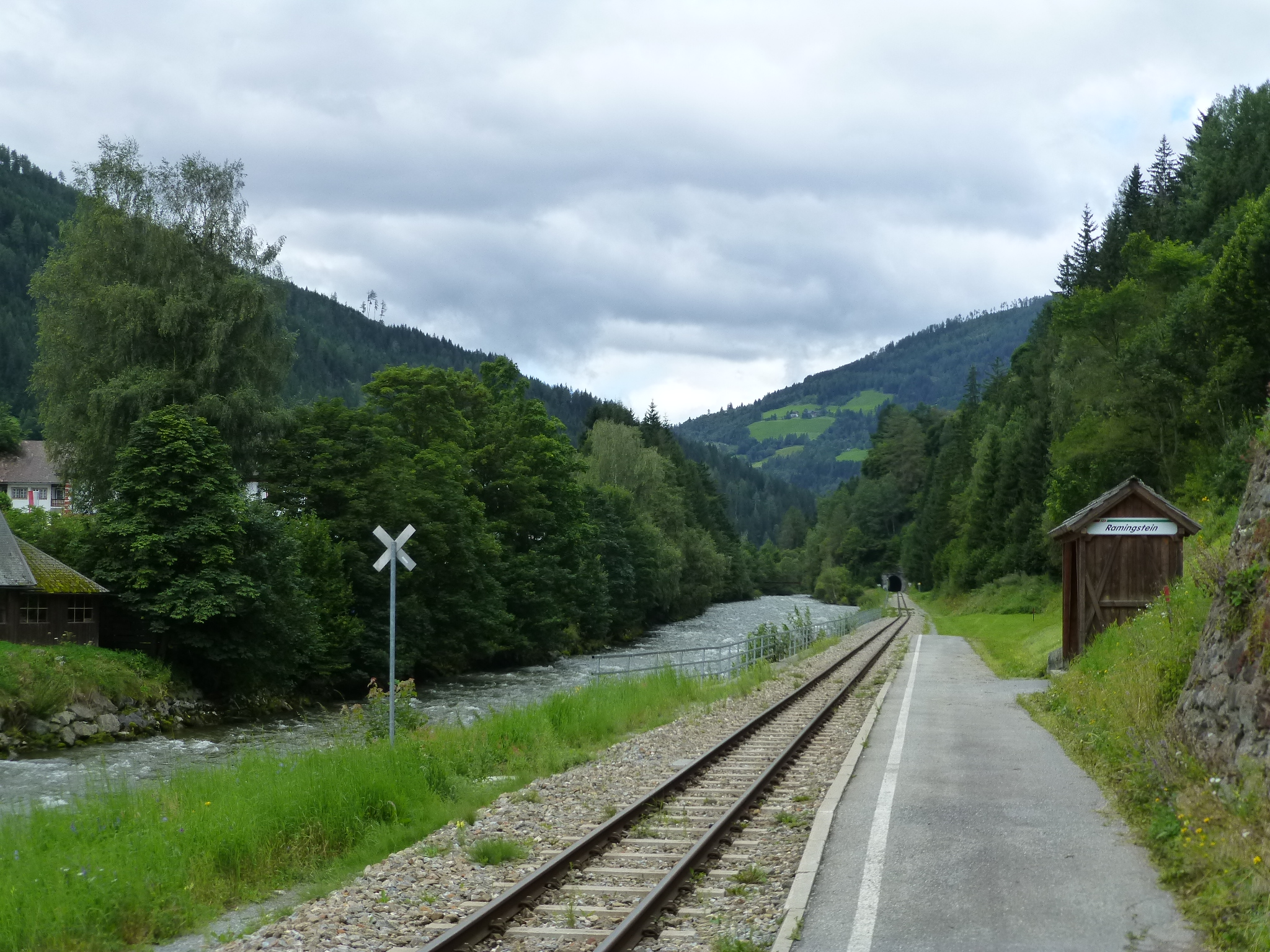
Ramingstein megálló
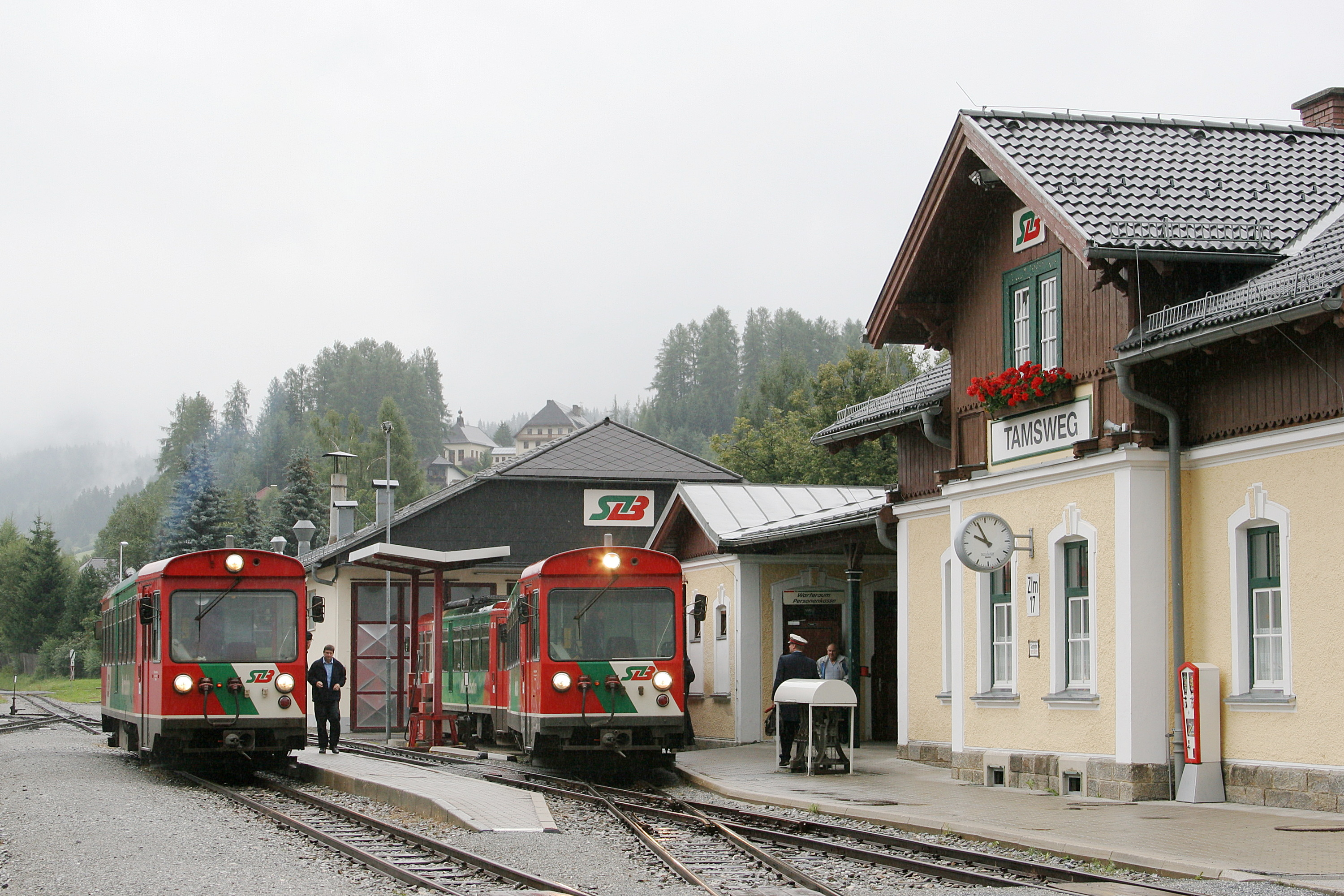
Motorvonatok Tamsweg állomáson
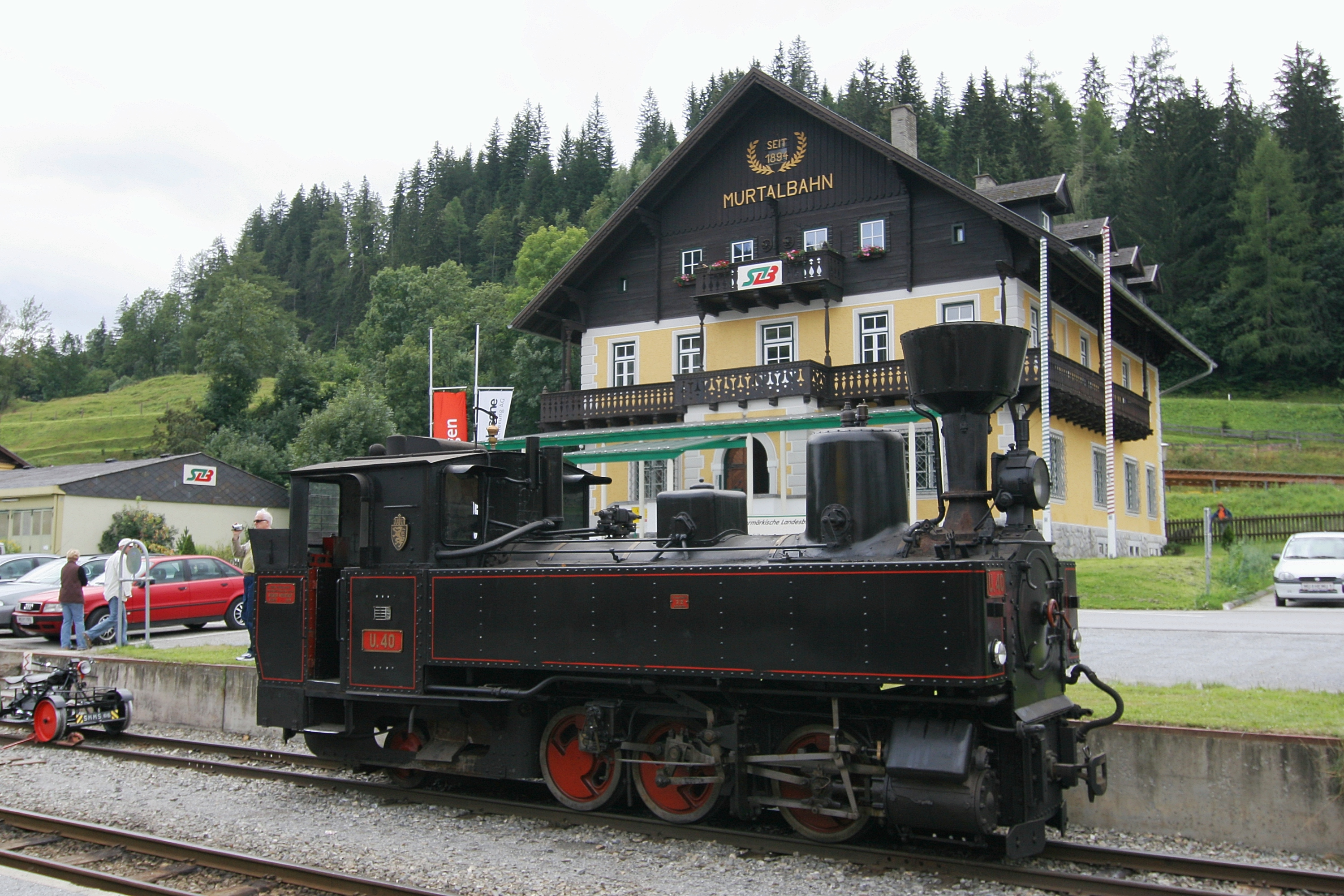
A Murtalbahn Stlb U40 gőzmozdonya